# EnerGent
Energent is een Belgische energiecoöperatie die investeert in hernieuwbare energie in Oost-Vlaanderen. De coöperatie is opgericht op 24 april 2013 en werd door Eneco Wind Belgium uitgenodigd financieel deel te nemen in twee windturbines in Melle, langs de E40. Daarnaast is de coöperatie actief in het collectief aanschaffen en plaatsen van zonnepanelen, in het stimuleren van het energiezuiniger maken van woningen en in het uittesten van een virtuele energiecentrale. Daartoe wordt onder andere samengewerkt met REScoop, de Vlaamse koepel van energiecoöperaties.
Volgens de statuten heeft de coöperatie vier doelstellingen:
- Het verenigen van burgers in hun streven naar (een rechtvaardige overgang naar) een duurzame en klimaatneutrale samenleving, en het bewustmaken van burgers van deze uitdagingen;
- het investeren in hernieuwbare energieproductie, het realiseren van energiebesparing of het leveren van energiediensten en hiervoor de nodige financiële middelen aantrekken;
- de gerealiseerde winst na een billijke vergoeding van het kapitaal besteden aan lokale sociaalecologische projecten;
- bij haar werking zoveel mogelijk mensen te betrekken, ook mensen met een bescheiden inkomen.